# Provincia de Mompós (Bolívar)
La provincia de Mompós fue una de las provincias del Estado Soberano de Bolívar (Colombia). Fue creada por medio de la ley del 26 de diciembre de 1862, a partir del territorio del departamento de Mompós. Tuvo por cabecera a la ciudad de Mompós. La provincia comprendía parte del territorio de las actuales regiones bolivarenses de La Mojana, Isla de Mompós, Loba y Magdalena Medio.

## División territorial
En 1876 la provincia comprendía los distritos de Mompós (capital), Barranco de Loba, Hatillo de Loba, San Martín de Loba, Margarita, Morales, Pinillos, San Fernando, Simití y Talaigua.